# سفارة إستونيا في فنلندا
سفارة إستونيا في فنلندا هي أرفع تمثيل دبلوماسي لدولة إستونيا لدى فنلندا. تقع السفارة في هلسنكي وهي تهدف لتعزيز المصالح الإستونية في فنلندا.

## وصلات خارجية
- قائمة سفارات إستونيا
- قائمة السفارات في فنلندا